# Ban Tuyên giáo Thành ủy Hà Nội
Ban Tuyên giáo Thành ủy Hà Nội là cơ quan tham mưu của Thành ủy Hà Nội, trực tiếp và thường xuyên là Ban Thường vụ, Thường trực Thành ủy về công tác xây dựng Đảng thuộc các lĩnh vực chính trị, tư tưởng- văn hoá, khoa giáo, lịch sử đảng bộ địa phương.
Ban Tuyên giáo Thành ủy còn là cơ quan chuyên môn- nghiệp vụ về công tác tuyên giáo của Thành ủy. Chịu sự giám sát của cơ quan cấp trên là Ban Tuyên giáo Trung ương. 

## Nhiệm vụ
Ban Tuyên giáo Thành ủy có nhiệm vụ:
1. Nghiên cứu, đề xuất
  - Nghiên cứu, theo dõi, tổng hợp tình hình tư tưởng trong cán bộ, đảng viên và nhân dân; dư luận xã hội; âm mưu, thủ đoạn của các thế lực thù địch chống phá Đảng, Nhà nước trên lĩnh vực tư tưởng - văn hóa trên địa bàn thành phố; dự báo diễn biến, xu hướng tư tưởng, tâm trạng xã hội; dư luận xã hội của cán bộ, đảng viên và các tầng lớp nhân dân, kịp thời báo cáo, đề xuất, kiến nghị với Thành ủy phương hướng, nhiệm vụ, nội dung, biện pháp giải quyết.
  - Chủ trì hoặc tham gia nghiên cứu, chuẩn bị các đề án, nghị quyết, quyết định, chỉ thị, quy định, quy chế của Thành ủy, Ban Thường vụ Thành ủy về công tác tuyên giáo, biên soạn lịch sử đảng bộ địa phương.
  - Nghiên cứu và tham mưu, đề xuất phương hướng, chính sách, cơ chế, giải pháp trên lĩnh vực công tác tuyên giáo.
  - Tham mưu và tham gia đánh giá việc thực hiện chỉ thị, nghị quyết của Đảng trên lĩnh vực công tác khoa giáo.
  - Tham gia, phối hợp với Ban Cán sự Đảng ủy ban nhân dân thành phố trong vận dụng, thể chế hóa các quy định của Trung ương và của Thành ủy về các lĩnh vực có liên quan đến công tác tuyên giáo.
2. Tuyên truyền, giáo dục và hướng dẫn, kiểm tra, giám sát
  - Tổ chức nghiên cứu, tuyên truyền, quán triệt, hướng dẫn triển khai thực hiện nghị quyết, quyết định, chỉ thị, quy định, quy chế của Đảng; kiểm tra, giám sát các tổ chức đảng, các ban, ngành, đoàn thể trong việc thực hiện các nghị quyết, quyết định, chỉ thị, quy định, quy chế của Trung ương, của Thành ủy trong lĩnh vực công tác tuyên giáo.
  - Tổ chức bồi dưỡng lý luận chính trị, thông tin thời sự, tuyên truyền chính sách theo các chương trình của Trung ương và sự chỉ đạo Thành ủy. Bồi dưỡng và hướng dẫn nghiệp vụ công tác tuyên giáo cho ban tuyên giáo các đảng bộ trực thuộc Thành ủy và trung tâm bồi dưỡng chính trị quận, huyện, thị xã.
  - Tổ chức mạng lưới báo cáo viên, tuyên truyền viên, cộng tác viên dư luận xã hội từ thành phố đến cơ sở; định hướng, hướng dẫn, kiểm tra nội dung thông tin của các phương tiện thông tin đại chúng, hoạt động báo chí, xuất bản trên địa bàn.
  - Sưu tầm, biên soạn lịch sử Đảng bộ thành phố; hướng dẫn sưu tầm biên soạn lịch sử đảng bộ quận, huyện, thị xã và các sở, ban, ngành, Mặt trận, đoàn thể cấp thành phố.
  - Hướng dẫn, tổ chức tuyên truyền, giáo dục phát huy truyền thống cách mạng của địa phương.
3. Thẩm định, thẩm tra 
  - Chủ trì hoặc tham gia thẩm định các đề án của các cơ quan Đảng, Nhà nước và các tổ chức đoàn thể của thành phố có liên quan đến lĩnh vực tư tưởng- văn hoá, khoa giáo, lịch sử đảng bộ địa phương trước khi trình Ban Chấp hành, Ban Thường vụ, Thường trực Thành ủy.
  - Thẩm định các công trình nghiên cứu lịch sử Đảng, lịch sử cách mạng của địa phương đối với các ban, ngành, đoàn thể thành phố, các huyện uỷ, quận uỷ, thị ủy và đảng uỷ trực thuộc.
4. Phối hợp
  - Tham gia ý kiến theo thẩm quyền với Ban Tổ chức Thành ủy, Sở Nội vụ về công tác tổ chức, cán bộ trong khối tư tưởng- văn hoá, khoa giáo ở thành phố; với các quận ủy, huyện uỷ, thị uỷ, đảng uỷ trực thuộc về công tác tổ chức, cán bộ ở ban tuyên giáo các quận ủy, huyện uỷ, thị uỷ, đảng uỷ trực thuộc và trung tâm bồi dưỡng chính trị các quận, huyện, thị xã.
  - Phối hợp với cơ quan hữu quan đề xuất về cơ chế, chính sách đào tạo, bồi dưỡng, sử dụng, quản lý và đãi ngộ đối với đội ngũ cán bộ tuyên giáo, trí thức khoa học và văn nghệ sĩ ở địa phương. Phối hợp với Ban Tổ chức Thành ủy đề xuất chủ trương đào tạo, bồi dưỡng, sử dụng, quản lý, đãi ngộ nhân tài.
  - Phối hợp với các cơ quan chức năng, tham gia công tác xây dựng Đảng đối với các tổ chức đảng trong các cơ quan thuộc khối liên quan đến công tác tuyên giáo.
  - Phối hợp với các cơ quan quản lý nhà nước cùng cấp trong việc triển khai chương trình, kế hoạch phát triển kinh tế xã hội, giải quyết các vấn đề bức xúc trong nhân dân.
  - Phối hợp với các ngành thuộc khối tư tưởng- văn hoá, khoa giáo, đoàn thể để triển khai thực hiện các nhiệm vụ thuộc lĩnh vực công tác tuyên giáo.
5. Thực hiện một số nhiệm vụ do Ban Thường vụ, Thường trực Thành ủy giao
  - Chỉ đạo định hướng chính trị, tư tưởng trong hoạt động của các cơ quan báo chí, xuất bản, văn hóa, văn nghệ, cơ quan thông tin tuyên truyền ở địa phương, Hội Văn học - Nghệ thuật, Hội Nhà báo, đảm bảo hoạt động theo đúng đường lối của Đảng, chính sách, pháp luật của Nhà nước; định hướng nội dung trong thông tin báo chí.
  - Chỉ đạo nội dung giáo dục lý luận chủ nghĩa Mác-Lênin, tư tưởng Hồ Chí Minh trong hệ thống giáo dục, trường chính trị, tổ chức chính trị - xã hội ở địa phương.
  - Giúp Thành ủy chỉ đạo công tác chính trị, tư tưởng trong các cơ quan báo chí của thành phố; trong đội ngũ trí thức, các nhà khoa học và trong sinh viên, học sinh trên địa bàn thành phố.
  - Chủ trì phối hợp chỉ đạo đối với các ngành khối khoa giáo xây dựng các đề án, kế hoạch, chương trình thực hiện các chỉ thị, nghị quyết của Đảng về các lĩnh vực công tác khoa giáo;
  - Thực hiện các công việc khác do Ban Thường vụ, Thường trực Thành ủy giao.

## Tổ chức bộ máy
Tổ chức bộ máy của Ban Tuyên giáo Thành ủy gồm lãnh đạo Ban và các phòng, đơn vị trực thuộc, biên chế chung từ 40 - 50 cán bộ, công chức, được bố trí như sau:
- Tập thể lãnh đạo Ban: Trưởng ban và các phó trưởng ban
- Các phòng, đơn vị trực thuộc:
  1. Văn phòng
  2. Phòng Lý luận chính trị và Lịch sử Đảng.
  3. Phòng Tuyên truyền.
  4. Phòng Văn hoá - Văn nghệ.
  5. Phòng Khoa giáo.
  6. Phòng Dư luận xã hội
  7. Phòng Báo chí - Xuất bản
- Lãnh đạo Ban Thường vụ (2015-2020)[2]:
- Trưởng ban: Nguyễn Doãn Toản, Ủy viên Ban Thường vụ Thành ủy
- Phó trưởng ban: 
  1. Phạm Thanh Học
  2. Trần Xuân Hà - Chủ nhiệm Ủy ban Kiểm tra.
  3. Nguyễn Thị Liên

## Chế độ làm việc
Ban Tuyên giáo Thành ủy có chế độ làm việc như sau
- Ban Tuyên giáo Thành ủy làm việc theo chế độ tập thể lãnh đạo, cá nhân phụ trách. Trưởng ban chịu trách nhiệm trước Ban Chấp hành, Ban Thường vụ Thành ủy về toàn bộ công việc của Ban. Các phó trưởng ban chịu trách nhiệm trước trưởng ban về công việc được phân công.
- Lãnh đạo Ban thảo luận và quyết định tập thể các vấn đề sau: Chương trình công tác năm; các đề án trình Ban Thường vụ, Ban Chấp hành Đảng bộ thành phố; các đề án của các ban, ngành có liên quan đến chức năng của Ban trước khi trình Ban Thường vụ, Ban Chấp hành Đảng bộ thành phố; đề xuất về nhân sự theo thẩm quyền được phân cấp; xác định nhiệm vụ của từng phòng chuyên môn của Ban và trách nhiệm của cá nhân.
- Lãnh đạo Ban tham dự các cuộc họp Ban Chấp hành, Ban Thường vụ Thành ủy bàn về công tác Tuyên giáo (khi được mời); tham gia, tham mưu trước hoặc cùng dự khi Ban Thường vụ Thành ủy làm việc với các cơ quan trong khối Tuyên giáo; tham dự các cuộc họp của Thành ủy, Ủy ban nhân dân thành phố và các ban, ngành bàn về công tác tư tưởng, văn hóa, khoa giáo và lịch sử Đảng bộ địa phương.
- Xây dựng chương trình kế hoạch công tác hàng năm căn cứ vào nghị quyết, chỉ thị của Thành ủy, sự chỉ đạo của Ban Thường vụ Thành ủy, Ban Tuyên giáo Trung ương. Tổ chức hội nghị hướng dẫn về nghiệp vụ công tác tư tưởng, văn hóa, khoa giáo và lịch sử Đảng; tham mưu giúp Thành ủy triển khai thực hiện nghị quyết, chỉ thị, quyết định của Trung ương, của Thành ủy về các mặt công tác này đối với cấp ủy cấp dưới và các tổ chức đảng trực thuộc Thành ủy.
- Tham gia ý kiến với Hội đồng nhân dân, Ủy ban nhân dân thành phố, các sở, ban ngành, đoàn thể cấp thành phố, các tổ chức chính trị - xã hội trong việc bàn bạc, xây dựng các quy định, quyết định của chính quyền, đoàn thể có liên quan đến công tác tư tưởng, văn hóa, khoa giáo và lịch sử Đảng bộ thành phố.
- Định kỳ hàng tháng, quý, 6 tháng, 01 năm hoặc bất thường, Ban Tuyên giáo Thành ủy báo cáo với Ban Thường vụ Thành ủy, Ban Tuyên giáo Trung ương và Viện Lịch sử Đảng về tình hình công tác, những đề xuất, kiến nghị của Ban.

## Mối quan hệ công tác
Mối quan hệ giữa Ban Tuyên giáo Thành ủy với:

### Cơ quan Trung ương
Ban Tuyên giáo Thành ủy thường xuyên báo cáo theo quy định; chịu sự hướng dẫn, chỉ đạo và kiểm tra về chuyên môn, nghiệp vụ, nội dung, phương thức hoạt động của Ban Tuyên giáo Trung ương và Viện Lịch sử Đảng.

### Thành ủy
Ban Tuyên giáo Thành ủy chịu sự lãnh đạo, chỉ đạo mọi mặt của Thành ủy, trực tiếp là Ban Thường vụ Thành ủy, Thường trực Thành ủy. Trên cơ sở chủ trương, nghị quyết của Trung ương và của Thành ủy, Ban Tuyên giáo Thành ủy cụ thể hóa thành chương trình hành động, kế hoạch thực hiện; đồng thời, hướng dẫn ban tuyên giáo, ban tuyên huấn các đảng ủy trực thuộc Thành ủy tổ chức thực hiện; báo cáo, xin chỉ thị và đề xuất các vấn đề thuộc trách nhiệm của lĩnh vực được phân công với Ban Thường vụ Thành ủy, Thường trực Thành ủy.

### Các ban đảng của Thành ủy
Ban Tuyên giáo Thành ủy phối hợp chặt chẽ với các ban đảng của Thành ủy tham mưu giúp Thành ủy lãnh đạo thực hiện công tác xây dựng Đảng, tập trung trên các mặt chính trị, tư tưởng, văn hóa, khoa giáo; phối hợp với các ban đảng của Thành ủy trong việc xây dựng, đề xuất chương trình, kế hoạch nghiên cứu, khảo sát, kiểm tra, giám sát và tổng kết việc thực hiện các nghị quyết, quyết định, chỉ thị của Trung ương và của Thành ủy.
Chủ trì, phối hợp với Ban Dân vận Thành ủy và các ban đảng của Thành ủy tổng hợp tình hình dư luận xã hội, kiến nghị, đề xuất biện pháp xử lý.
Phối hợp chỉ đạo, theo dõi thực hiện kế hoạch bồi dưỡng, đào tạo cán bộ theo nội dung, chương trình, chỉ tiêu. Định kỳ bồi dưỡng báo cáo viên theo quy định; quản lý mạng lưới báo cáo viên và cộng tác viên dư luận xã hội của thành phố.

### Trường Đào tạo cán bộ Lê Hồng Phong
Ban Tuyên giáo Thành ủy có trách nhiệm tham mưu giúp Thành ủy theo dõi nội dung, chương trình và chất lượng giáo dục chính trị, chất lượng đào tạo, bồi dưỡng cán bộ, công chức, viên chức tại Trường Đào tạo cán bộ Lê Hồng Phong. Trường Đào tạo cán bộ Lê Hồng Phong có trách nhiệm định kỳ báo cáo Thường trực Thành ủy và Ban Tuyên giáo Thành ủy về những vấn đề trên.
Ban Tuyên giáo Thành ủy và Trường Đào tạo cán bộ Lê Hồng Phong phối hợp để thực hiện trao đổi thông tin nghiệp vụ và bồi dưỡng phương pháp giảng dạy cho cán bộ và giảng viên các trung tâm bồi dưỡng chính trị quận, huyện, thị xã; tham mưu với Thành ủy về công tác bồi dưỡng, học tập quán triệt các quan điểm, chỉ thị, nghị quyết của Đảng, chính sách pháp luật của Nhà nước cho đội ngũ cán bộ, giảng viên Trường Đào tạo cán bộ Lê Hồng Phong.

### Hội đồng nhân dân, Ủy ban nhân dân thành phố
Các kỳ họp Hội đồng nhân dân, Ủy ban nhân dân thành phố bàn chủ trương, quyết định, chính sách, chế độ... có liên quan đến lĩnh vực Tuyên giáo, Ban Tuyên giáo Thành ủy được tham dự và tham gia ý kiến.

### Các ngành thuộc hệ thống Nhà nước
Phối hợp với cơ quan quản lý nhà nước cùng cấp trong định hướng tư tưởng và chỉ đạo, hướng dẫn tuyên truyền trong Đảng, trong nhân dân và trên các phương tiện thông tin đại chúng về việc triển khai kế hoạch phát triển kinh tế - xã hội. Đề xuất chủ trương, giải pháp công tác tư tưởng trong quá trình triển khai thực hiện các dự án, đề án thuộc các lĩnh vực: xây dựng, ban hành chính sách mới, nhạy cảm; điều chỉnh địa giới hành chính; xây dựng công trình trọng điểm có ảnh hưởng trực tiếp đến nguồn nhân lực, đất đai, nhà ở, môi trường sinh thái, di tích lịch sử, văn hoá, tín ngưỡng, dân tộc, tôn giáo, học sinh, sinh viên và yếu tố nước ngoài..., xây dựng, phát hiện và nhân rộng nhân tố mới, điển hình tiên tiến.

### Mặt trận, các đoàn thể thành phố
Phối hợp với các sở, ban, ngành, đoàn thể cấp thành phố thông qua ban cán sự đảng, đảng đoàn Mặt trận Tổ quốc và các đoàn thể thành phố; vừa chỉ đạo, vừa kiểm tra việc thực hiện các chủ trương, chính sách của Đảng về các mặt công tác liên quan đến công tác chính trị, tư tưởng, văn hóa, khoa giáo và lịch sử truyền thống; nắm chắc tình hình, kiến nghị kịp thời với Ban Thường vụ Thành ủy để xử lý những vướng mắc trong công tác tư tưởng, văn hóa, khoa giáo và lịch sử truyền thống của địa phương.

### Các cơ quan báo, đài, văn hóa, văn nghệ
Ban Tuyên giáo Thành ủy có trách nhiệm trực tiếp lãnh đạo, chỉ đạo công tác tư tưởng, báo chí trên địa bàn thành phố; là đầu mối tiếp nhận, xử lý, chỉ đạo nội dung thông tin trên báo chí, đảm bảo định hướng chính trị của Đảng đối với công tác báo chí; kiểm tra và đánh giá tình hình thực hiện nhiệm vụ của các cơ quan báo chí, giúp Thành ủy chỉ đạo công tác thông tin, tuyên truyền, định hướng hoạt động báo chí trên địa bàn thành phố; phối hợp chỉ đạo công tác quy hoạch phát triển báo chí trên địa bàn thành phố.
Ban Tuyên giáo Thành ủy phối hợp với các sở, ngành và các ban đảng của Thành ủy, tham mưu, đề xuất với Thành ủy, Ủy ban nhân dân thành phố trong việc bổ nhiệm, miễn nhiệm, khen thưởng, kỷ luật cán bộ lãnh đạo cơ quan báo chí .
Chủ trì, phối hợp với các cơ quan trong khối tổ chức khảo sát, lập kế hoạch đào tạo, bồi dưỡng về chủ nghĩa Mác - Lênin, tư tưởng Hồ Chí Minh, đường lối, quan điểm, nghị quyết, chỉ thị của Đảng; hướng dẫn chỉ đạo thực hiện công tác xây dựng Đảng trong các cơ quan báo chí; theo dõi, kiểm tra, đánh giá việc đào tạo, bồi dưỡng đội ngũ làm công tác báo chí theo phân cấp về công tác tổ chức, cán bộ.
Cho ý kiến đối với việc cấp, thu hồi giấy phép, đình chỉ hoạt động cơ quan báo chí trên địa bàn thành phố; phối hợp với Sở Thông tin và Truyền thông quản lý văn phòng đại diện cơ quan báo chí, phóng viên báo chí Trung ương tại Hà Nội.
Phối hợp các ngành liên quan trong kiểm tra các tổ chức đảng, đảng viên của các cơ quan báo chí trong thi hành Điều lệ Đảng, các quy định của Đảng về hoạt động báo chí.
Tổ chức hội nghị giao ban báo chí theo Quy chế phối hợp. Các cơ quan báo chí trên địa bàn thường xuyên trao đổi với Ban Tuyên giáo Thành ủy về những vấn đề quan trọng, đột xuất phát sinh ngoài báo cáo định kỳ hàng tháng, quý, năm; đồng thời, cung cấp những thông tin cần thiết khi Ban Tuyên giáo Thành ủy yêu cầu.

### Các cơ quan trong khối an ninh - tư tưởng
Ban Tuyên giáo Thành ủy có trách nhiệm phối hợp chặt chẽ, kịp thời tham mưu cho Thành ủy những vấn đề có liên quan đến công tác an ninh - tư tưởng, văn hóa trong thành phố. Được phép khai thác những tài liệu có nội dung liên quan đến công tác tư tưởng, đồng thời có trách nhiệm phối hợp, tổ chức xử lý thông tin, chỉ đạo công tác tuyên truyền kịp thời, có hiệu quả, phục vụ đắc lực cho công tác chống âm mưu "diễn biến hòa bình" của các thế lực thù địch.

### Các ngành trong khối khoa giáo
Ban Tuyên giáo Thành ủy tham mưu giúp Thành ủy trực tiếp chỉ đạo về mặt tư tưởng và định hướng hoạt động của các ngành theo đúng đường lối, chủ trương, chính sách của Đảng.
Ban Tuyên giáo Thành ủy phối hợp với các sở, ngành, các ban đảng của Thành ủy đề xuất với Ban Thường vụ Thành ủy về quy hoạch, bố trí, sử dụng, bổ nhiệm, luân chuyển cán bộ của các ngành trong khối khoa giáo thuộc diện Thành ủy quản lý.
Các sở, ngành trong khối khoa giáo thường xuyên trao đổi với Ban Tuyên giáo Thành ủy khi có những vấn đề quan trọng, đột xuất phát sinh ngoài báo cáo định kỳ hàng tháng, quý, năm; đồng thời, cung cấp những thông tin cần thiết khi Ban Tuyên giáo Thành ủy yêu cầu.

### Đảng ủy trực thuộc Thành ủy
Ban Tuyên giáo Thành ủy tham mưu giúp Thành ủy chỉ đạo, theo dõi, kiểm tra việc thực hiện các chủ trương, nghị quyết của Trung ương, của Thành ủy thuộc lĩnh vực tư tưởng, văn hóa, khoa giáo, lịch sử truyền thống đối với các quận ủy, huyện ủy, thị ủy và đảng ủy trực thuộc Thành ủy.
Các quận ủy, huyện ủy, thị ủy và đảng ủy trực thuộc hành ủy có trách nhiệm phối hợp với Ban Tuyên giáo Thành ủy thực hiện tốt công tác tư tưởng, văn hóa, khoa giáo, lịch sử truyền thống, không ngừng xây dựng Đảng bộ trong sạch, vững mạnh.

### Ban tuyên giáo trực thuộc
Ban Tuyên giáo Thành ủy có trách nhiệm chỉ đạo, theo dõi, kiểm tra, đôn đốc việc thực hiện nhiệm vụ chính trị của ban tuyên giáo, trung tâm bồi dưỡng chính trị các quận, huyện, thị xã và ban tuyên giáo, ban tuyên huấn các đảng ủy trực thuộc Thành ủy.
Ban Tuyên giáo Thành ủy có trách nhiệm theo dõi và tham gia với quận, huyện, thị xã, đảng ủy trực thuộc Thành ủy trong việc bố trí, đề bạt, phân công cán bộ chủ chốt của ban tuyên giáo, trung tâm bồi dưỡng chính trị các quận, huyện, thị xã, đảng ủy trực thuộc Thành ủy.
Ban tuyên giáo các quận, huyện, thị xã; ban tuyên giáo, ban tuyên huấn các đảng ủy trực thuộc Thành ủy chấp hành sự chỉ đạo thống nhất của Ban Tuyên giáo Thành ủy, đảm bảo thông tin thông suốt phục vụ kịp thời công tác của ngành.

### Trung tâm bồi dưỡng chính trị trực thuộc
Trung tâm bồi dưỡng chính trị các quận, huyện, thị xã thực hiện tốt kế hoạch mở lớp đào tạo bồi dưỡng, đảm bảo về mặt nội dung, chương trình và chất lượng theo sự chỉ đạo của Ban Tuyên giáo Thành ủy và cấp ủy địa phương.